# Kocakonak, İnegöl
Kocakonak là một xã thuộc huyện İnegöl, tỉnh Bursa, Thổ Nhĩ Kỳ. Dân số thời điểm năm 2011 là 102 người.